# Klucz (do zamka)

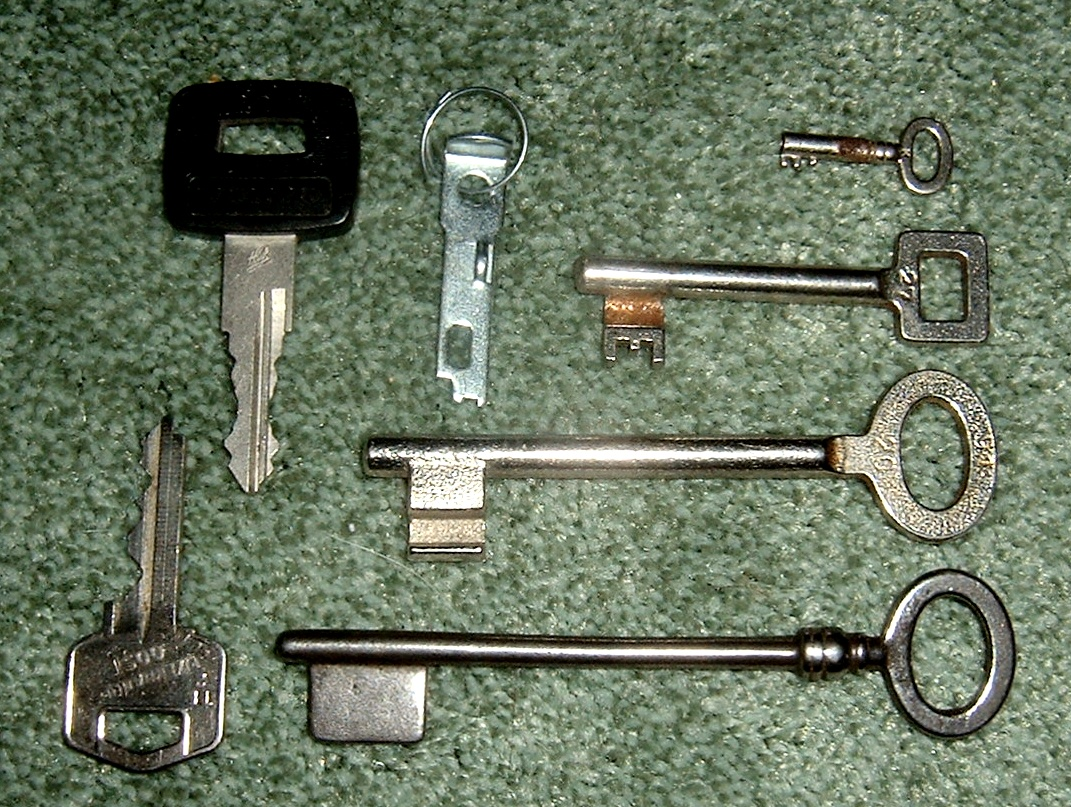
Różne rodzaje kluczy

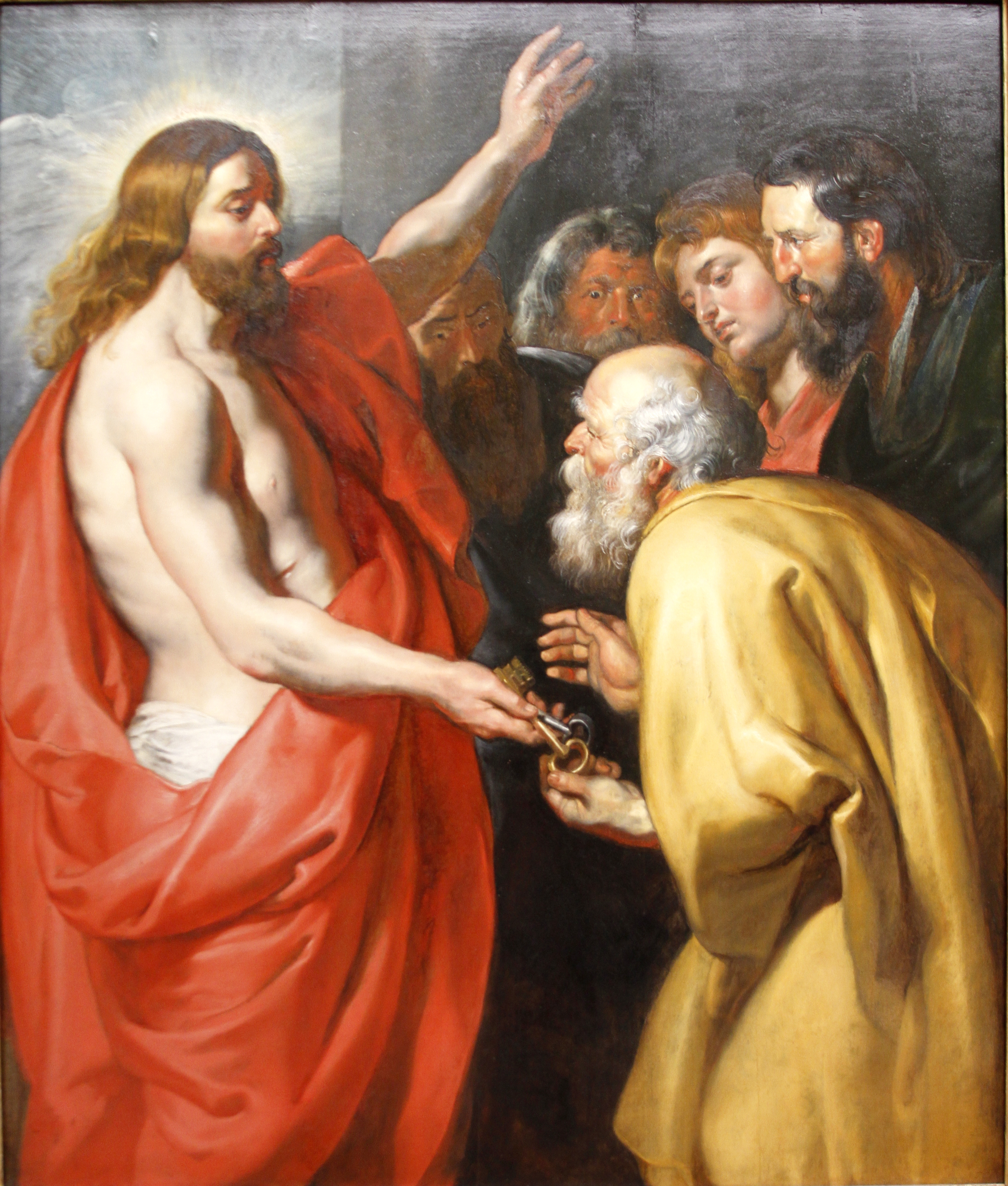
Na obrazie Rubensa symboliczne klucze do królestwa niebieskiego otrzymuje apostoł Piotr.

Klucz – przedmiot służący do otwierania i zamykania zamka. 
Istnieje wiele rodzajów kluczy, między innymi:
- mechaniczne – odpowiednio ukształtowana krzywka klucza ustawia zapadki zamka w pozycji umożliwiającej obrót bębenka i przesunięcie zasuwy zamykającej
- magnetyczne – wewnątrz klucza znajduje się zespół magnesów, które po zbliżeniu do zamka powodują odchylenie zapadki blokującej obrót bębenka i przesunięcie zasuwy zamykającej. Aby otworzyć zamek magnetyczny, wystarczy przyłożyć klucz do określonego miejsca.
- proste – tu zabezpieczeniem jest jedynie mniej lub bardziej skomplikowany kształt języczka klucza, który daje się włożyć jedynie do otworu o odpowiednio wyciętym kształcie.

Do otwierania zamka może służyć także wytrych, czyli przedmiot umożliwiający odblokowanie zamka przez ustawianie kolejno poszczególnych zapadek blokujących.